# Lena Waithe
Lena Waithe, née le 17 mai 1984 à Chicago, est une actrice, productrice et scénariste américaine. 
Elle est la première femme noire à recevoir le Primetime Emmy Award du meilleur scénario pour une série télévisée comique, en 2017. Elle reçoit ce prix pour l'épisode de Thanksgiving, qu'elle a écrit en se basant sur son propre coming out auprès de sa mère, pour la série télévisée comique Master of None. 
Ce succès lui permet de créer sa première série dramatique l'année suivante, partiellement inspirée de sa vie dans le South Side de Chicago : The Chi.

## Biographie

### Enfance et éducation
Lena Waithe naît à Chicago le 17 mai 1984. Ses parents divorcent quand elle a trois ans. Avec sa sœur, elle grandit dans le South Side de Chicago et y étudie dans une magnet school, Turner-Drew.
Petite, elle passe beaucoup de temps devant la télévision : sa mère l'y encourage pour éviter qu'elle ne commence à avoir des fréquentations néfastes dans les rues de son quartier sensible. Waithe grandit donc en regardant The Cosby Show et Campus Show, ainsi que The Jeffersons, Good Times et All in the Family.
À l'âge de sept ans, elle affirme vouloir devenir scénariste. Sa mère et sa grand-mère la soutiennent dans cette volonté,.
Quand elle a douze ans, sa famille déménage dans un quartier du Nord de Chicago, Evanston. Deux ans plus tard, son père meurt d'une overdose.
Waithe finit le lycée à Evanston Township High School et obtient un diplôme en cinéma et télévision au Columbia College de Chicago en 2006,. Elle bénéficie de l'enseignement de Michael Fry pendant ses études.
En 2006, elle utilise ses économies pour partir vivre à Los Angeles.

### Carrière

#### Débuts de scénariste
Le premier travail de Waithe dans le monde de l'audiovisuel est assistante de production de I Will Follow, une œuvre d'Ava DuVernay.
Waithe commence sa carrière en tant que scénariste pour la série Bones, puis pour la sitcom How to Rock, et produit le film Dear White People en 2014. Elle participe à la rédaction et joue dans la série YouTube Twenties, produite par Flavor Unit Entertainment et rachetée en 2014 par BET. 
En 2011, elle écrit le scénario de la vidéo virale Shit Black Girls Say. Elle écrit et réalise le court-métrage Save Me, qui est montré à plusieurs festivals indépendants de cinéma. En 2013, elle écrit la série Internet Hello Cupid.
En 2014, Variety inclut Waithe dans sa liste des "10 Personnalités Comiques à Suivre".

#### DansMaster of None
Lena Waithe se fait connaître pour son rôle d'actrice et de scénariste dans la série Netflix Master of None,,.
Elle rejoint le casting de Master of None après sa rencontre avec Aziz Ansari. Avec Alan Yang, il avait d'abord conçu le personnage de Denise comme une femme blanche et hétérosexuelle, qui pourrait éventuellement devenir une partenaire amoureuse du personnage principal. La directrice du casting, Allison Jones, choisit Waithe à la place, et Ansari et Yang réécrivent le script pour que le personnage ressemble plus à Waithe dans la vie réelle. Le personnage de Denise, joué par Lena Waithe, lui ressemble donc beaucoup : une jeune femme noire et lesbienne, au style streetwear.
En 2017, Waithe et Ansari remportent le Primetime Emmy Award du meilleur scénario pour une série télévisée comique pour l'épisode "Thanksgiving" de la saison 2. Dans cet épisode, elle s'appuie sur son propre coming-out en tant que lesbienne. Elle devient la première femme noire à remporter le prix. Dans son discours, elle s'adresse aux LGBTQIA en leur disant que « Les choses qui nous rendent différent - ce sont nos superpouvoirs ». Elle termine son discours en mentionnant le petit garçon Indien de Caroline du Sud et la petite fille noire et lesbienne du South Side de Chicago que sont Ansari et elle.

#### Carrière de productrice
Waithe produit le film de danse Step Sisters.
En août 2015, Showtime achète un épisode pilote de la série The Chi, écrite par Waithe et produite par Common, qui retrace l'arrivée à l'âge adulte d'un jeune homme noir à Chicago. La série reçoit des critiques positives et en est actuellement à sa troisième saison.
Elle apparaît en caméo dans la série Dear White People : c'est elle qui, en 2014, a produit le film homonyme dont la série s'inspire.
En 2018, TBS finance sa nouvelle série Twenties, qui se base sur l'histoire de son arrivée à Los Angeles et retrace l'histoire de trois femmes noires faisant carrière à Hollywood. La même année, elle joue un rôle principal du blockbuster de science-fiction Ready Player One de Steven Spielberg.

## Vie privée
Waithe était en couple avec Alana Mayo. Pendant son discours aux Emmys, elle la mentionne en précisant : « Je t'aime plus que la vie elle-même ». Elles se fiancent le jour de Thanksgiving, en 2017 et divorcent en novembre 2020. Depuis cette même année, elle est en couple avec Cynthia Erivo,.

## Filmographie

### Actrice

#### Cinéma
- 2018 : Ready Player One de Steven Spielberg : Aech / Helen
- 2020 : En Avant de Dan Scanlon : officier cyclope Spector (voix)

#### Télévision
- 2014 : Mon comeback
- 2014 : Transparent : Jane
- 2015-2021 : Master of None : Denise
- 2018 :  The Chi : Camille Hallaway
- 2018 :  This Is Us :  Volontaire du refuge d'animaux
- 2018 :  Dear White People : P. Ninny
- 2020 : Westworld : Ash

### Réalisatrice

#### Cinéma
- 2011 : Save Me, court-métrage

#### Télévision
- 2007–2008 : Girlfriends

### Scénariste

#### Cinéma
- 2011 : Save Me, court-métrage
- 2018 : Rising de David Nutter, court-métrage
- 2019 : Queen and Slim de Melina Matsoukas

#### Télévision
- 2012 : How to Rock
- 2012 : M.O Diaries
- 2013 :  Hello Cupid
- 2014–2015 : Bones
- 2018 :  The Chi
- 2020 : Boomerang

### Productrice

#### Cinéma
- 2014 : Dear White People de Justin Simien
- 2014 : Ladylike de Tiffany Johnson
- 2018 : Step Sisters de Charles Stone III (en)
- 2019 : Queen and Slim de Melina Matsoukas

#### Télévision
- 2020 : Twenties
- 2020 : Boomerang

### Productrice déléguée
- 2023 : Kokomo City de D. Smith

## Prix et récompenses
- 2017 Primetime Emmy Awards : Meilleur scénario pour une série télévisée comique : pour Master of None (Episode: "Thanksgiving"), prix partagé avec Aziz Ansari
- 2017, Out la nomme Artiste de l'année et The Advocate la pré-sélectionne pour le prix de Personne de l'année[23],[24].